# Pilsen Callao

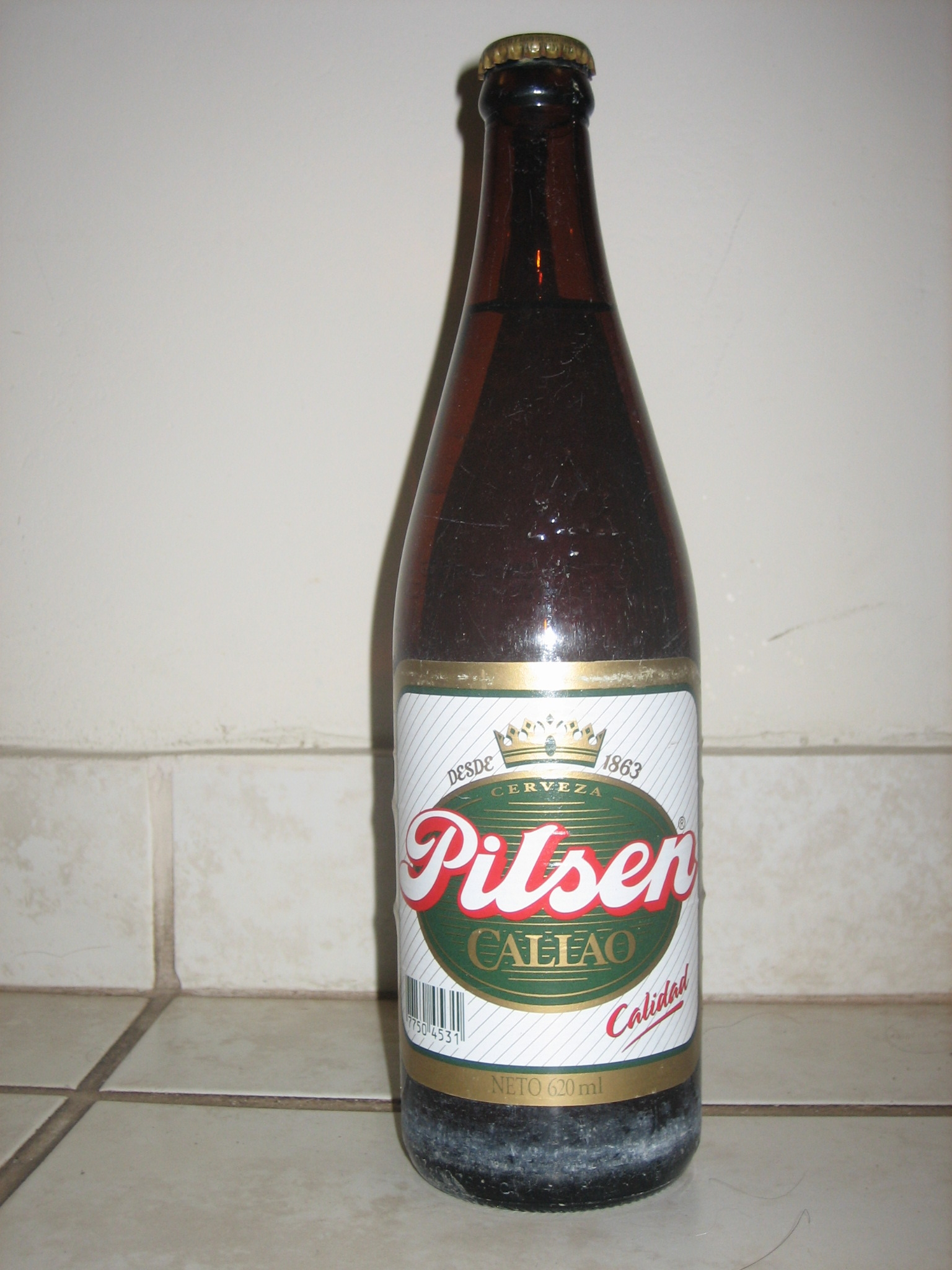
Pilsen Callao

Pilsen Callao ist ein peruanisches Bier mit 5 Prozent Alkoholgehalt und wird spätestens seit 1863 in Callao gebraut.
Die Brauerei Companía Nacional de Cerveza, die dieses Bier herstellt, wurde 1863 von einem deutschen Einwanderer gegründet und 1902 an eine Investorengruppe verkauft. Seit 1994 gehört sie zu Backus & Johnson.